# 戈曼 (北卡羅萊納州)
戈曼（英語：Gorman）是位於美國北卡羅萊納州達勒姆縣的普查規定居民點。

## 人口
根據2020年美國人口普查的數據，戈曼的面積為7.66平方千米，當中陸地面積為7.51平方千米，而水域面積為0.14平方千米。當地共有人口1104人，而人口密度為每平方千米144.13人。